# Cinque Nazioni 1956
Il Cinque Nazioni 1956 (in inglese 1956 Five Nations Championship; in francese Tournoi des Cinq Nations 1956; in gallese Pencampwriaeth y Pum Gwlad 1956) fu la 27ª edizione del torneo annuale di rugby a 15 tra le squadre nazionali di Francia, Galles, Inghilterra, Irlanda e Scozia, nonché la 62ª in assoluto considerando anche le edizioni dell'Home Nations Championship.
Il torneo fu vinto in solitaria dal Galles che tuttavia dovette attendere, senza giocare, l'ultimo turno per averne la certezza: infatti nell'ultima delle sue partite batté la Francia escludendola dalla lotta per il titolo e portandosi in testa alla classifica, ma fu solo nella partita dopo quando la stessa Francia batté l'Inghilterra a Colombes, impedendole di raggiungere la testa della classifica ex æquo e quindi permettendo la vittoria indivisa del Galles.
Il valore delle marcature, come stabilito dall’IRFB nel 1948, era: 3 punti per ciascuna meta (5 se trasformata), 3 punti per la realizzazione di ciascun calcio piazzato, mark o drop.

## Nazionali partecipanti e sedi
| Squadra     | Città     | Impianto interno      |
| ----------- | --------- | --------------------- |
| Francia     | Colombes  | Stadio Yves du Manoir |
| Galles      | Cardiff   | Arms Park             |
| Inghilterra | Londra    | Twickenham            |
| Irlanda     | Dublino   | Lansdowne Road        |
| Scozia      | Edimburgo | Murrayfield           |

## Risultati
| Arbitro: | Micahel Dowling |

|                  |      |  |
| Kemp (2)         | mt   |  |
| Cameron A. Smith | c.p. |  |

| Arbitro: | Bobby Mitchell |

|         |      |                    |
|         | mt   | C.L. Davies Robins |
|         | tr   | G. Owen            |
| Allison | c.p. |                    |

| Arbitro: | Peter Cooper |

|                    |      |          |
| Baulon A. Boniface | mt   | O'Reilly |
| Vannier            | tr   | Pedlow   |
|                    | c.p. | Pedlow   |
| Bouquet Vannier    | drop |          |

| Arbitro: | Leslie Boundy |

|                     |           |         |
|                     | Marcatori | Cameron |
| C.L. Davies         | mt        |         |
| C. Morgan H. Morgan | tr        |         |

| Arbitro: | Sandy Dickie |

|                           |      |  |
| Butterfield Evans Jackson | mt   |  |
| Currie                    | tr   |  |
| Allison Currie (2)        | c.p. |  |

| Arbitro: | Hartley Elliot |

|                                 |    |                 |
| Henderson Kyle O'Meara O'Reilly | mt | Michie A. Smith |
| Pedlow                          | tr | McClung (2)     |

| Arbitro: | Sandy Dickie |

|            |      |         |
| Cunningham | mt   |         |
| Pedlow     | tr   |         |
| Pedlow     | c.p. | G. Owen |

| Arbitro: | Michel Dowling |

|           |      |             |
| Stevenson | mt   | J. Williams |
|           | tr   | Currie      |
| A. Smith  | c.p. | Currie (2)  |

| Arbitro: | Peter Cooper |

|             |    |         |
| D. Williams | mt | Bouquet |
|             | tr | G. Owen |

| Arbitro: | Ivor Davis |

|              |      |             |
| Dupuy Pauthe | mt   | Thompson    |
| Labazuy      | tr   |             |
| Labazuy (2)  | c.p. | Allison (2) |

## Classifica
| Pos | Squadra     | G | V | N | P | PF | PS | DP  | Pt |
| --- | ----------- | - | - | - | - | -- | -- | --- | -- |
| 1   | Galles      | 4 | 3 | 0 | 1 | 45 | 20 | +25 | 6  |
| 2   | Inghilterra | 4 | 2 | 0 | 2 | 23 | 28 | −5  | 4  |
| 3   | Francia     | 4 | 2 | 0 | 2 | 31 | 34 | −3  | 4  |
| 4   | Irlanda     | 6 | 2 | 0 | 4 | 33 | 47 | −14 | 4  |
| 5   | Scozia      | 4 | 1 | 0 | 3 | 31 | 34 | −3  | 2  |